# Fallen (album de Burzum)
Fallen este cel de-al optulea album realizat de către Burzum. A fost înregistrat în anul 2010 și lansat în martie 2011, la exact un an de la lansarea precedentului album, Belus.
Coperta este un detaliu al picturii Elegie (1899) realizată de pictorul francez, William-Adolphe Bouguereau.
Pe lângă ediția standard pe vinil negru, albumul a fost lansat și în două ediții speciale:
- pe vinil transparent (3000 de copii);
- pe vinil de culoarea pielii; fiecare include un set de trei insigne (1000 de copii).

## Lista pieselor
1. "Fra verdenstreet" (Din copacul lumii) - 01:03
2. "Jeg faller" (Eu cad) - 07:50
3. "Valen" (Căzut) - 09:21
4. "Vanvidd" (Nebunie) - 07:05
5. "Enhver til sitt" (Fiecare primește ce merită) - 06:16
6. "Budstikken" (Mesajul) - 10:09
7. "Til Hel og tilbake igjen" (Spre Helheim și iar înapoi) - 05:57

## Personal
- Varg Vikernes - Vocal, toate instrumentele

## Clasament
| Țara     | Poziția |
| -------- | ------- |
| Finlanda | 10      |
| Norvegia | 27      |